# Godyris crinippa
Godyris crinippa är en fjärilsart som beskrevs av William Chapman Hewitson 1874. Godyris crinippa ingår i släktet Godyris och familjen praktfjärilar. Inga underarter finns listade i Catalogue of Life.

## Bildgalleri

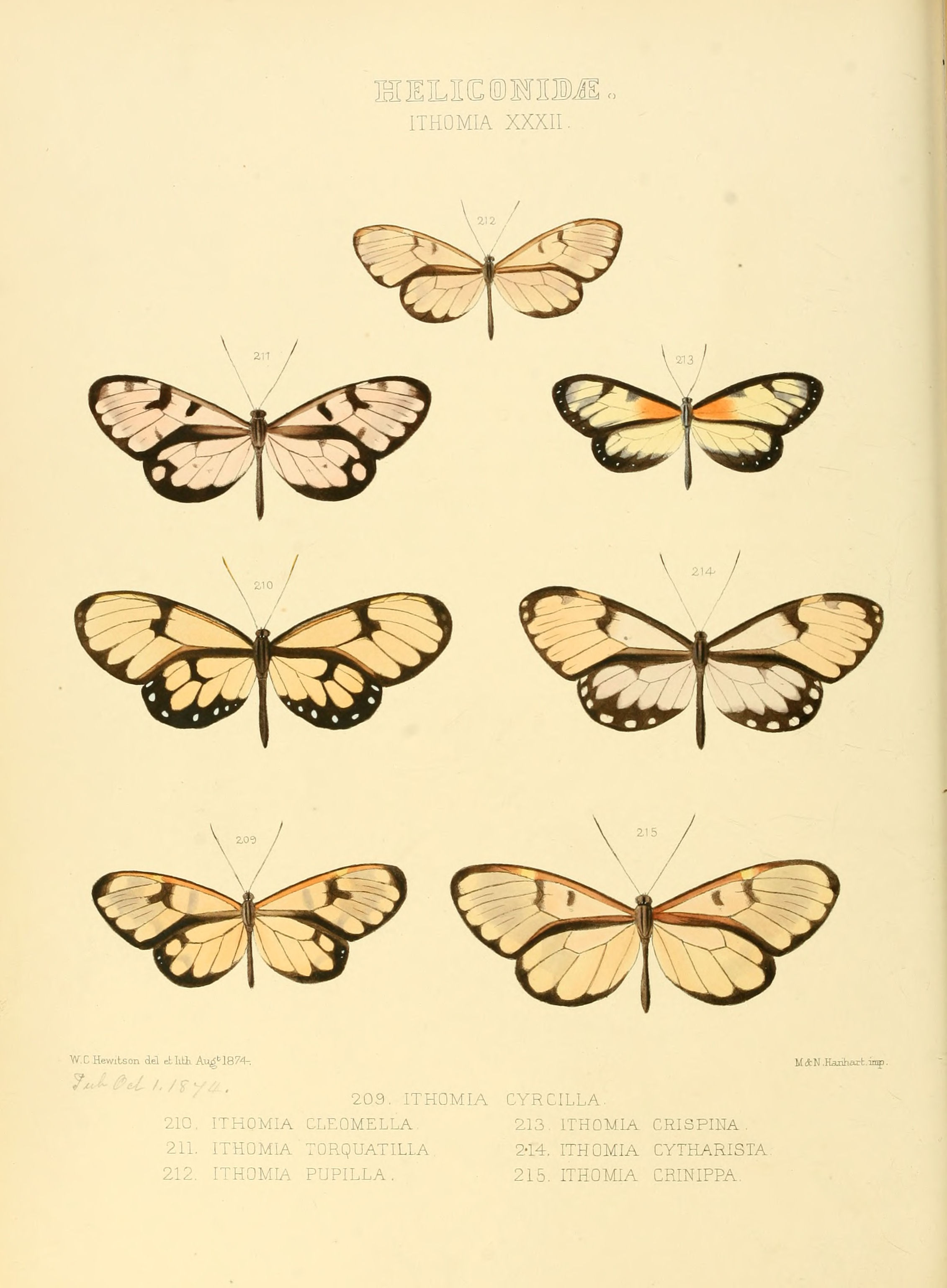